# Стари Бисер
Стари Бисер (на руски: Старый Бисер) е селище от градски тип в Русия, разположено в Горнозаводски район, Пермски край. Населението му към 1 януари 2018 година е 414 души.